# Ophiclinops varius
Ophiclinops varius är en fiskart som först beskrevs av Mcculloch och Waite, 1918.  Ophiclinops varius ingår i släktet Ophiclinops och familjen Clinidae. Inga underarter finns listade i Catalogue of Life.